# Tore Wahlström
Tore Wahlström, född 10 december 1879 i Uppsala, död 11 december 1908 i Uppsala domkyrkoförsamling, var en svensk målare, tecknare och grafiker.
Tore Wahlström var son till skolläraren Abraham Wahlström och Lovisa Lindholm. Wahlström studerade först vid Tekniska skolan i Uppsala och sökte sig till Konstnärsförbundets andra målarskola 1899 där han periodvis följde Richard Berghs undervisning. Däremellan vistades han på Uppsalaslätten där han utövade en fri konstutövning och för att få en utkomst tog uppdrag som tecknare och illustratör. Han var skicklig i sitt målande och studiekamraterna Ivar Arosenius och Bror Lindh spådde honom en lysande framtid, även Bergh uppskattade hans begåvning och gjorde det möjligt för honom att debutera i Konstnärsförbundets utställning 1902. På Berghs inrådan skaffade både prins Eugen och Ernest Thiel arbeten av honom.
Men hans konstnärskap fick ett abrupt avbrott då han på hösten 1902 drabbades av ett allvarligt återfall på en lungblödning han drabbades av 1899. Han reste först till Åre men tvingades efter kort tid fortsätta till Mörsils sanatorium där han under de följande åren förde han ojämn kamp mot sin sjukdom. Genom Berghs hjälpsamhet kunde han få ekonomiskt från Pontus Fürstenberg och ett stipendium från Konstnärsförbundet som möjliggjorde en resa till Santa Cruz på Teneriffa där han kunde vistas för hälsans vårdande. På grund av ekonomiska skäl tvingade han återvända till Sverige 1904 där han fick leva ytterligare fyra år. Hans sista oljemålning Svistads by i Upplands Bälinge utförde han 1902 och under sin sjukdomstid kunde han bara utföra mindre krävande uppgifter som illustrationer, exlibris och teckningar. En minnesutställning med hans konst visades i Uppsala 1986. Bland hans främsta verk är känsliga stämningar från Uppsalaslätten (Byn, 1903, i prins Eugens samling) och Tunåsen i Thielska galleriet. Wahlström är representerad även i museet i Krefeld och vid bland annat Uppsala universitetsbibliotek, Uplands nation i Uppsala och Nationalmuseum i Stockholm.. 
Tore Wahlström är begravd på Uppsala gamla kyrkogård.

### Fotnoter
1. ↑  Nationalmuseum@
2. ↑  Dödsannons i Svenska Dagbladet, 13 december 1908, sid. 2.
3. ↑  Uppsala universitetsbibliotek
4. ↑  Nationalmuseum
5. ↑  SvenskaGravar